# Neelum (rivière)

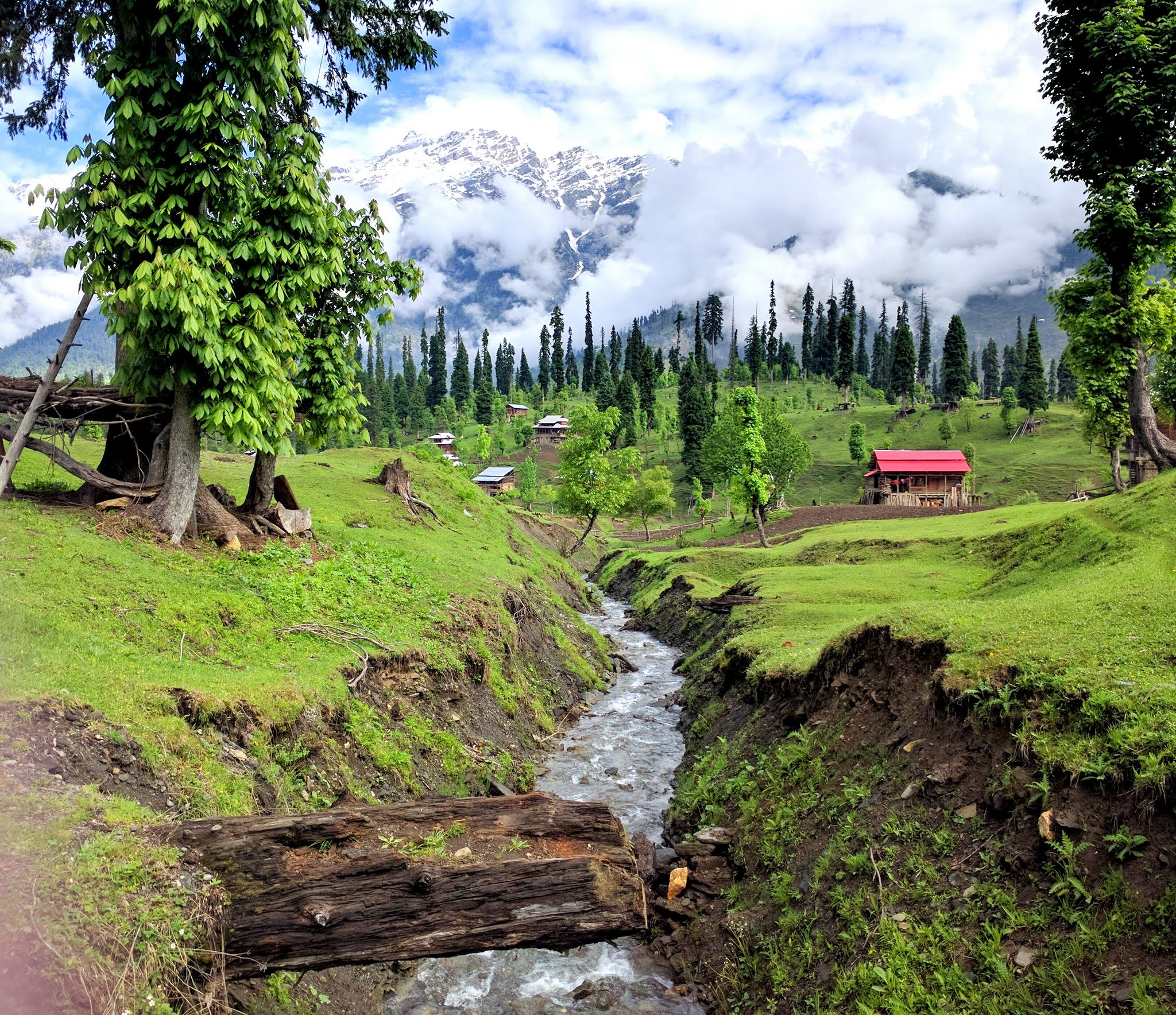
Une petite rivière dans la forêt d'Arangkēl, dans la vallée de Neelum. Mai 2016.

Le Neelum ou Kishanganga, est une rivière indienne et pakistanaise d'une longueur de 245 km qui se termine dans la Jhelum dans le bassin de l'Indus par la Chenab et le Sutlej.
En 1956, le gouvernement de l'Azad Cachemire rebaptise la rivière Kishanganga du nom de Neelum. Une mesure qui sera également appliquée pour la dénomination de sa vallée, jusqu'alors connue en cachemiri sous le nom de Drawah. Les anciens toponymes restent cependant en usage du côte indien.